# Hennadij Tsjetsjoero
Hennadij Semenovytsj Tsjetsjoero (Oekraïens: Геннадій Семенович Чечуро, Russisch: Геннадий Семёнович Чечуро) (Voronezj, 31 augustus 1939 - Kiev, 23 juni 2000) was een Oekraïens basketbalspeler die speelde voor het basketbalteam van de Sovjet-Unie. Hij kreeg de onderscheiding Meester in de sport van de Sovjet-Unie (1967).

## Carrière
Tsjetsjoero begon zijn carrière bij Boerevestnik Voronezj in 1956. In 1959 ging Tsjetsjoero spelen voor SKA Kiev. Hij werd in 1967 met de Oekraïense SSR landskampioen van de Sovjet-Unie. Ook werd hij twee keer tweede om het landschapskampioenschap, in 1963 met de Oekraïense SSR en 1968 met SKA Kiev. In 1969 stapte hij over naar DSK Donetsk. In 1970 keerde hij terug bij SKA Kiev. In 1972 werd Tsjetsjoero derde om het landschapskampioenschap met SKA Kiev. In 1973 stopte hij met basketbal.
Tsjetsjoero won de gouden medaille voor de Sovjet-Unie op het wereldkampioenschap in 1967.

## Erelijst
- Landskampioen Sovjet-Unie: 1
  - Winnaar: 1967
  - Tweede: 1963, 1968
  - Derde: 1972
- Wereldkampioenschap: 1
  - Goud: 1967